# 北福克鎮區 (伊利諾伊州加拉廷縣)
北福克鎮區（英語：North Fork Township）是位於美國伊利諾伊州加拉廷縣的一個行政鎮區。

## 地方資料
根據2010年美國人口普查的數據，北福克鎮區的面積為95.30平方千米，當中陸地面積為94.70平方千米，而水域面積為0.60平方千米。當地共有人口383人，而人口密度為每平方千米4.02人。